# Jean-Marie de Catellan
Jean-Marie de Catellan (né vers 1696 à Toulouse et mort le 27 mars 1771) est un ecclésiastique qui fut évêque de Rieux de 1747 à sa mort.

## Biographie
Jean-Marie de Catellan ou parfois de Catelan est issu d'une famille de la noblesse toulousaine. Il est le fils de François de Catellan, baron de Lamasquère, et de Catherine de Guilhermin. Son oncle Jean de Catellan est évêque de Valence. 
Destiné à l'Église après des études au collège de Navarre, il est bachelier en théologie de la faculté de Paris et il est pourvu de divers bénéfices ecclésiastiques. Il participe comme délégué de la province ecclésiastique de Vienne à l'Assemblée du clergé de 1715 comme prieur séculier de Notre-Dame de Bances au diocèse de Valence et devient abbé de l'abbaye de Boulancourt en 1725 en succession de son oncle. Il reçoit également l'abbaye Saint-Paul de Narbonne. 
Diacre de l'église de Toulouse il est « conseiller clerc » au Parlement de Toulouse de 1733 à 1750 puis « conseiller d'honneur ». Il est enfin désigné comme évêque de Rieux. Confirmé par bulles pontificales du 29 janvier il est consacré à Toulouse en avril par Jean-François de Machéco de Prémeaux l'évêque de Couserans et prête serment de fidélité au roi dans la chapelle du château de  Versailles le 20 mai. Il résigne ses abbayes en commende en 1748 et meurt le 27 mars 1771.